# Cladocorynidae
Cladocorynidae is een familie van neteldieren uit de klasse van de Hydrozoa (hydroïdpoliepen). 

## Geslachten
- Cladocoryne Rotch, 1871
- Pteroclava Weill, 1931